# Campeonato Africano de Naciones de 2022
El Campeonato Africano de Naciones de 2022 (denominado Campeonato Africano de Naciones Total 2022 por motivos de patrocinio) fue la VII edición de este torneo de selecciones nacionales absolutas pertenecientes a la Confederación Africana de Fútbol (CAF), en el que solo pueden participar jugadores que juegan en la liga local de su respectivo país. 
El torneo se llevó a cabo en Argelia entre el 13 de enero y el 4 de febrero de 2023. Originalmente estaba programado para jugarse del 10 de julio al 1 de agosto de 2022. Sin embargo, la CAF anunció el 10 de septiembre de 2020 que el torneo había sido reprogramado para inicios de 2023 con 18 equipos participantes, luego del aplazamiento del Campeonato Africano de Naciones de 2020 a 2021 y la Copa Africana de Naciones 2021 a 2022 debido a la pandemia de covid-19. El dos veces consecutivo campeón reinante del torneo, Marruecos, se retiró del torneo debido a la ruptura diplomática con el país organizador desde 2021. A pesar de celebrarse en 2023, el torneo mantiene el nombre de «Campeonato Africano de Naciones 2022».

## Clasificación
Un total de 42 selecciones participaron en las rondas eliminatorias para el campeonato.

## Sedes
Esta edición del torneo fue confirmada por la Federación Argelina de Fútbol el 1 de agosto de 2020, se jugará en cuatro sedes de cuatro ciudades argelinas: Argel, Orán, Constantina y Annaba.
| Estadio Nelson Mandela   | Estadio Miloud Hadefi |
| Capacidad: 40 784        | Capacidad: 40 143     |
|                          |                       |
| Constantina              | Annaba                |
| Estadio Mohamed Hamlaoui | Estadio 19 de Mayo    |
| Capacidad: 40 000        | Capacidad: 58 100     |
|                          |                       |

## Equipos clasificados
El seleccionado marroquí se clasificó al torneo, sin embargo, el 12 de enero de 2023, confirmaron que se retiran de la competición debido a que Argelia le denegó a Marruecos el acceso del vuelo de Rabat hacia Constantina, exigiendo que en vez de tomar un vuelo de la empresa Royal Air Maroc, tomara una aerolínea tunecina, a la que Marruecos no accedió. Ocurre en el marco de una escalada de tensiones entre las relaciones Argelia-Marruecos.
| Zona                       | Equipo                          | Participación |
| -------------------------- | ------------------------------- | ------------- |
| Zona Central (3 cupos)     | Congo                           | 4.ª           |
| Zona Central (3 cupos)     | Camerún                         | 5.ª           |
| Zona Central (3 cupos)     | República Democrática del Congo | 6.ª           |
| Zona Centro-Este (3 cupos) | Etiopía                         | 3.ª           |
| Zona Centro-Este (3 cupos) | Uganda                          | 6.ª           |
| Zona Centro-Este (3 cupos) | Sudán                           | 3.ª           |
| Zona Oeste A (3 cupos)     | Senegal                         | 3.ª           |
| Zona Oeste A (3 cupos)     | Malí                            | 5.ª           |
| Zona Oeste A (3 cupos)     | Mauritania                      | 3.ª           |
| Zona Oeste B (3 cupos)     | Costa de Marfil                 | 5.ª           |
| Zona Oeste B (3 cupos)     | Níger                           | 4.ª           |
| Zona Oeste B (3 cupos)     | Ghana                           | 4.ª           |
| Zona Norte (3 cupos)       | Argelia (anfitrión)             | 2.ª           |
| Zona Norte (3 cupos)       | Marruecos (retirado)            | 5.ª           |
| Zona Norte (3 cupos)       | Libia                           | 5.ª           |
| Zona Sur (3 cupos)         | Angola                          | 4.ª           |
| Zona Sur (3 cupos)         | Madagascar                      | 1.ª           |
| Zona Sur (3 cupos)         | Mozambique                      | 2.ª           |

### Sorteo
El sorteo del torneo final se llevó a cabo el 1 de octubre de 2022, a las 18:00 WET (UTC±0), en la Ópera de Boualem Bessaiah en Argel, Argelia.
Los 18 equipos se distribuyeron en cinco grupos. Tres de ellos tienen cuatro equipos y dos tienen tres equipos. El anfitrión, Argelia, está en el primer lugar del Grupo A, mientras que los campeones actuales, Marruecos, están en la primera posición del Grupo C. Los equipos restantes se clasificaron en función de sus resultados en los cuatro torneos finales más recientes: 2014 (multiplicado por 1), 2016 (multiplicado por 2), 2018 (multiplicado por 3), 2020 (multiplicado por 4):
- 7 puntos para el ganador
- 5 puntos para el subcampeón
- 3 puntos para semifinalistas
- 2 puntos para los cuartofinalistas
- Un punto para la fase de grupos

Según la fórmula anterior, los cuatro bombos se distribuyeron de la siguiente manera:
| Sembrados                                                | Bombo 1                                                               | Bombo 2                                                                                | Bombo 3 |
| -------------------------------------------------------- | --------------------------------------------------------------------- | -------------------------------------------------------------------------------------- | --- |
| Argelia (anfitrión) (0 pts) (A1) Marruecos (53 pts) (C1) | Malí (32 pts) República Democrática del Congo (24 pts) Libia (20 pts) | Camerún (19 pts) Congo (15 pts) Costa de Marfil (12 pts) Uganda (10 pts) Sudán (9 pts) | Angola (8 pts) Níger (6 pts) Ghana (5 pts) Mauritania (4 pts) Etiopía (3 pts) Mozambique (1 pts) Senegal (0 pts) Madagascar (0 pts) |

## Árbitros
Los siguientes 52 árbitros fueron confirmados por la CAF para el torneo.
Árbitros principales
- Lotfi Bekouassa
- Patrice Milazare
- Alhadi Allaou Mahamat
- Kalilou Ibrahim Traoré
- Mohamed Adel
- Abdelaziz Bouh
- Ibrahim Mutaz
- Karim Sabry
- Pierre Ghislain Atcho
- Celso Armindo Alvação
- Samuel Uwikunda
- Mahmood Ali Ismail
- Messie Nkounkou
- Vincentia Amedome
- Melki Mehrez
- Djindo Louis Hougnandande
- Daouda Gueye
- Tom Abongile
- Blaise Yuven Ngwa

Árbitros asistentes
- Akram Abbes Zerhouni
- Sid Ali Brahim El Hamlaoui
- Clemence Kanduku
- Eric Ayimavo Ulrich Ayamr
- Kwasi Brobbey
- Hamedine Diba
- Adou Hermann Desire Ngoh
- Hamza Hagi Abdi
- Modibo Samake
- Dos Reis Abelmiro Montenegro
- Ditsoga Boris Marlaise
- Rodrigue Menye Mpele
- Atezambong Fomo Carine
- Nouha Bangoura
- Sanou Habib Judicael
- Dieudonne Mutuyimana
- Ivanildo Meirelles de Sánchez Lopes
- Hensley Petrousse
- Abdul Aziz Bollel Jawo
- Emery Niyongabo
- Diana Chikotesha

Árbitros VAR
- Pacifique Ndabihawenimana
- Mahmoud Ashor
- Haythem Guirat
- Lahlou Benbraham
- Daniel Laryea
- Samir Guezzaz
- Zakaria Brinsi
- Dahane Beida
- Issa Sy
- Bamlak Tessema Weyesa
- Peter Waweru
- Mohammed Abdallah Ibrahim

## Primera fase
- Los horarios de los partidos corresponden al tiempo de África Occidental (UTC+1).

     – Clasificados a la segunda fase.

### Grupo A
| Selección  | Pts. | PJ | PG | PE | PP | GF | GC | Dif |
| ---------- | ---- | -- | -- | -- | -- | -- | -- | --- |
| Argelia    | 9    | 3  | 3  | 0  | 0  | 3  | 0  | 3   |
| Mozambique | 4    | 3  | 1  | 1  | 1  | 3  | 3  | 0   |
| Libia      | 3    | 3  | 1  | 0  | 2  | 5  | 5  | 0   |
| Etiopía    | 1    | 3  | 0  | 1  | 2  | 1  | 4  | -3  |

| 13 de enero de 2023 | Argelia            | 1:0 (0:0) | Libia | Estadio Nelson Mandela, Argel |                          |
| 20:00               | Mahious 57' (pen.) | Reporte   |       | Árbitro(s): Tom Abongile      | Árbitro(s): Tom Abongile |

| 14 de enero de 2023 | Etiopía | 0:0     | Mozambique | Estadio Nelson Mandela, Argel |                               |
| 14:00               |         | Reporte |            | Árbitro(s): Vincentia Amedome | Árbitro(s): Vincentia Amedome |

| 17 de enero de 2023 | Mozambique                             | 3:2 (0:1) | Libia                                | Estadio Nelson Mandela, Argel |                             |
| 17:00               | - Melque 74' - Nené 80' - Lau King 84' | Reporte   | - Muchanga 23' (a.g.) - Saltou 90+3' | Árbitro(s): Samuel Uwikunda   | Árbitro(s): Samuel Uwikunda |

| 17 de enero de 2023 | Argelia     | 1:0 (0:0) | Etiopía | Estadio Nelson Mandela, Argel     |                                   |
| 20:00               | Mahious 52' | Reporte   |         | Árbitro(s): Pierre Ghislain Atcho | Árbitro(s): Pierre Ghislain Atcho |

| 21 de enero de 2023 | Mozambique | 0:1 (0:1) | Argelia   | Estadio Nelson Mandela, Argel  |                                |
| 20:00               |            | Reporte   | Dehiri 7' | Árbitro(s): Mahmood Ali Ismail | Árbitro(s): Mahmood Ali Ismail |

| 21 de enero de 2023 | Libia                                         | 3:1 (1:1) | Etiopía          | Estadio 19 de Mayo, Annaba  |                             |
| 20:00               | - Abu Arqoub 44' - Al Abbasi 50' - Saltou 78' | Reporte   | Panom 39' (pen.) | Árbitro(s): Messie Nkounkou | Árbitro(s): Messie Nkounkou |

### Grupo B
| Selección                       | Pts. | PJ | PG | PE | PP | GF | GC | Dif |
| ------------------------------- | ---- | -- | -- | -- | -- | -- | -- | --- |
| Senegal                         | 6    | 3  | 2  | 0  | 1  | 4  | 1  | 3   |
| Costa de Marfil                 | 4    | 3  | 1  | 1  | 1  | 3  | 2  | 1   |
| Uganda                          | 4    | 3  | 1  | 1  | 1  | 2  | 3  | -1  |
| República Democrática del Congo | 2    | 3  | 0  | 2  | 1  | 0  | 3  | -3  |

| 14 de enero de 2023 | República Democrática del Congo | 0:0     | Uganda | Estadio 19 de Mayo, Annaba   |                              |
| 17:00               |                                 | Reporte |        | Árbitro(s): Patrice Milazare | Árbitro(s): Patrice Milazare |

| 14 de enero de 2023 | Costa de Marfil | 0:1 (0:0) | Senegal     | Estadio 19 de Mayo, Annaba  |                             |
| 20:00               |                 | Reporte   | N'Diaye 77' | Árbitro(s): Lotfi Bekouassa | Árbitro(s): Lotfi Bekouassa |

| 18 de enero de 2023 | República Democrática del Congo | 0:0     | Costa de Marfil | Estadio 19 de Mayo, Annaba |                          |
| 17:00               |                                 | Reporte |                 | Árbitro(s): Mohamed Adel   | Árbitro(s): Mohamed Adel |

| 18 de enero de 2023 | Senegal | 0:1 (0:1) | Uganda     | Estadio 19 de Mayo, Annaba |                          |
| 20:00               |         | Reporte   | Karisa 33' | Árbitro(s): Melki Mehrez   | Árbitro(s): Melki Mehrez |

| 22 de enero de 2023 | Senegal                                     | 3:0 (1:0) | República Democrática del Congo | Estadio 19 de Mayo, Annaba |                          |
| 20:00               | - Diouf 23' - Diallo 74' - Saidi 77' (a.g.) | Reporte   |                                 | Árbitro(s): Tom Abongile   | Árbitro(s): Tom Abongile |

| 22 de enero de 2023 | Uganda            | 1:3 (1:2) | Costa de Marfil                         | Estadio Nelson Mandela, Argel |                               |
| 20:00               | Waiswa 34' (pen.) | Reporte   | - Karamoko 12' - Ouotro 27' - Kramo 78' | Árbitro(s): Blaise Yuven Ngwa | Árbitro(s): Blaise Yuven Ngwa |

### Grupo C
| Selección  | Pts. | PJ | PG | PE | PP | GF | GC | Dif |
| ---------- | ---- | -- | -- | -- | -- | -- | -- | --- |
| Madagascar | 9    | 3  | 3  | 0  | 0  | 8  | 1  | 7   |
| Ghana      | 6    | 3  | 2  | 0  | 1  | 7  | 3  | 4   |
| Sudán      | 3    | 3  | 1  | 0  | 2  | 4  | 6  | -2  |
| Marruecos  | 0    | 3  | 0  | 0  | 3  | 0  | 9  | -9  |

| 15 de enero de 2023 | Marruecos | 0:3 (w/o) | Sudán | Estadio Mohamed Hamlaoui, Constantina |                               |
| 17:00               |           | Reporte   |       | Árbitro(s): Blaise Yuven Ngwa         | Árbitro(s): Blaise Yuven Ngwa |

| 15 de enero de 2023 | Madagascar                                   | 2:1 (1:0) | Ghana        | Estadio Mohamed Hamlaoui, Constantina |                           |
| 20:00               | - Razafindranaivo 10' - Randriatsiferana 61' | Reporte   | Agyapong 67' | Árbitro(s): Ibrahim Mutaz             | Árbitro(s): Ibrahim Mutaz |

| 19 de enero de 2023 | Marruecos | 0:3 (w/o) | Madagascar | Estadio Mohamed Hamlaoui, Constantina |  |
| 17:00               |           | Reporte   |            |                                       |  |

| 19 de enero de 2023 | Ghana                                    | 3:1 (1:1) | Sudán    | Estadio Mohamed Hamlaoui, Constantina |                                   |
| 20:00               | - Yiadom 45+3' - Afriyie 64' - Suraj 98' | Reporte   | Nooh 31' | Árbitro(s): Alhadi Allaou Mahamat     | Árbitro(s): Alhadi Allaou Mahamat |

| 23 de enero de 2023 | Ghana | 3:0 (w/o) | Marruecos | Estadio Mohamed Hamlaoui, Constantina |  |
| 20:00               |       | Reporte   |           |                                       |  |

| 23 de enero de 2023 | Sudán | 0:3 (0:3) | Madagascar                                                         | Estadio Miloud Hadefi, Orán        |                                    |
| 20:00               |       | Reporte   | - Randriatsiferana 13' - Razafindranaivo 30' - Rafanomezantsoa 33' | Árbitro(s): Kalilou Ibrahim Traoré | Árbitro(s): Kalilou Ibrahim Traoré |

### Grupo D
| Selección  | Pts. | PJ | PG | PE | PP | GF | GC | Dif |
| ---------- | ---- | -- | -- | -- | -- | -- | -- | --- |
| Mauritania | 4    | 2  | 1  | 1  | 0  | 1  | 0  | 1   |
| Angola     | 2    | 2  | 0  | 2  | 0  | 3  | 3  | 0   |
| Malí       | 1    | 2  | 0  | 1  | 1  | 3  | 4  | -1  |

| 16 de enero de 2023 | Malí                                    | 3:3 (1:2) | Angola                                    | Estadio Miloud Hadefi, Orán |                         |
| 17:00               | - Sinayoko 23' - Diaby 78' - Kalaba 83' | Reporte   | - Depú 12', 26' - Deivi Miguel Vieira 72' | Árbitro(s): Karim Sabry     | Árbitro(s): Karim Sabry |

| 20 de enero de 2023 | Angola | 0:0     | Mauritania | Estadio Miloud Hadefi, Orán           |                                       |
| 17:00               |        | Reporte |            | Árbitro(s): Djindo Louis Hougnandande | Árbitro(s): Djindo Louis Hougnandande |

| 24 de enero de 2023 | Mauritania | 1:0 (0:0) | Malí | Estadio Miloud Hadefi, Orán |                          |
| 17:00               | Sy 53'     | Reporte   |      | Árbitro(s): Mohamed Adel    | Árbitro(s): Mohamed Adel |

### Grupo E
| Selección | Pts. | PJ | PG | PE | PP | GF | GC | Dif |
| --------- | ---- | -- | -- | -- | -- | -- | -- | --- |
| Níger     | 4    | 2  | 1  | 1  | 0  | 1  | 0  | 1   |
| Camerún   | 3    | 2  | 1  | 0  | 1  | 1  | 1  | 0   |
| Congo     | 1    | 2  | 0  | 1  | 1  | 0  | 1  | -1  |

| 16 de enero de 2023 | Camerún     | 1:0 (0:0) | Congo | Estadio Miloud Hadefi, Orán |                            |
| 20:00               | Mbekeli 63' | Reporte   |       | Árbitro(s): Abdelaziz Bouh  | Árbitro(s): Abdelaziz Bouh |

| 20 de enero de 2023 | Congo | 0:0     | Níger | Estadio Miloud Hadefi, Orán |                          |
| 20:00               |       | Reporte |       | Árbitro(s): Daouda Gueye    | Árbitro(s): Daouda Gueye |

| 24 de enero de 2023 | Níger         | 1:0 (0:0) | Camerún | Estadio Miloud Hadefi, Orán       |                                   |
| 20:00               | Badamassi 69' | Reporte   |         | Árbitro(s): Celso Armindo Alvação | Árbitro(s): Celso Armindo Alvação |

## Segunda fase
La disputaron los ocho clasificados de la primera fase.
En la fase eliminatoria, el tiempo extra y la tanda de penales se utilizaron para decidir el ganador si es necesario, a excepción del tercer puesto, partido en el que no se utiliza el tiempo extra para decidir el ganador si es necesario (artículo 75 del Reglamento). 

### Cuadro de desarrollo
|  | Cuartos de final          | Cuartos de final    |                      |       | Semifinales   | Semifinales   |  |  | Final | Final |
|  |                           |                     |                      |       |               |               |  |  |       |       |
|  | 27 de enero – Argel       |                     |                      |       |               |               |  |  |       |       |
|  |                           |                     |                      |       |               |               |  |  |       |       |
|  | Argelia                   | 1                   |                      |       |               |               |  |  |       |       |
|  | Argelia                   | 1                   | 31 de enero – Orán   |       |               |               |  |  |       |       |
|  | Costa de Marfil           | 0                   |                      |       |               |               |  |  |       |       |
|  | Costa de Marfil           | 0                   | Argelia              | 5     |               |               |  |  |       |       |
|  | 28 de enero – Orán        |                     | Argelia              | 5     |               |               |  |  |       |       |
|  |                           | Níger               | 0                    |       |               |               |  |  |       |       |
|  | Níger                     | Níger               | 0                    | 2     |               |               |  |  |       |       |
|  | Níger                     |                     | 4 de febrero – Argel | 2     |               |               |  |  |       |       |
|  | Ghana                     | 0                   |                      |       |               |               |  |  |       |       |
|  | Ghana                     | 0                   | Argelia              | 0 (4) |               |               |  |  |       |       |
|  | 27 de enero – Annaba      |                     | Argelia              | 0 (4) |               |               |  |  |       |       |
|  |                           | Senegal (p.)        | 0 (5)                |       |               |               |  |  |       |       |
|  | Senegal                   | Senegal (p.)        | 0 (5)                | 1     |               |               |  |  |       |       |
|  | Senegal                   | 31 de enero – Argel |                      | 1     |               |               |  |  |       |       |
|  | Mauritania                | 0                   |                      |       |               |               |  |  |       |       |
|  | Mauritania                | 0                   | Senegal              | 1     |               |               |  |  |       |       |
|  | 28 de enero – Constantina |                     | Senegal              | 1     |               |               |  |  |       |       |
|  |                           | Madagascar          | 0                    |       | Tercer puesto | Tercer puesto |  |  |       |       |
|  | Madagascar                | Madagascar          | 0                    | 3     | Tercer puesto | Tercer puesto |  |  |       |       |
|  | Madagascar                |                     | 3 de febrero – Orán  | 3     |               |               |  |  |       |       |
|  | Mozambique                | 1                   |                      |       |               |               |  |  |       |       |
|  | Mozambique                | 1                   | Madagascar           | 1     |               |               |  |  |       |       |
|  |                           |                     |                      |       |               |               |  |  |       |       |
|  | Níger                     | 0                   |                      |       |               |               |  |  |       |       |
|  | Níger                     | 0                   |                      |       |               |               |  |  |       |       |

### Cuartos de final
| 27 de enero de 2023 | Argelia              | 1:0 (0:0) | Costa de Marfil | Estadio Nelson Mandela, Argel |                            |
| 17:00               | Mahious 90+6' (pen.) | Reporte   |                 | Árbitro(s): Abdelaziz Bouh    | Árbitro(s): Abdelaziz Bouh |

| 27 de enero de 2023 | Senegal           | 1:0 (1:0) | Mauritania | Estadio 19 de Mayo, Annaba  |                             |
| 20:00               | Camara 34' (pen.) | Reporte   |            | Árbitro(s): Lotfi Bekouassa | Árbitro(s): Lotfi Bekouassa |

| 28 de enero de 2023 | Madagascar                                                     | 3:1 (1:0) | Mozambique     | Estadio Mohamed Hamlaoui, Constantina |                             |
| 17:00               | Razafindranaivo 18' · Razafindrakoto 67' · Ravelomanantsoa 87' | Reporte   | Carvalho 90+4' | Árbitro(s): Samuel Uwikunda           | Árbitro(s): Samuel Uwikunda |

| 28 de enero de 2023 | Níger                             | 2:0 (1:0) | Ghana | Estadio Miloud Hadefi, Orán |                          |
| 20:00               | Yiadom 11' (a.g.) · Haïnikoye 49' | Reporte   |       | Árbitro(s): Tom Abongile    | Árbitro(s): Tom Abongile |

### Semifinales
| 31 de enero de 2023 | Argelia                                                               | 5:0 (4:0) | Níger | Estadio Miloud Hadefi, Orán |                          |
| 17:00               | Abdellaoui 15' · Mahious 23', 34' · Katakoré 45' (a.g.) · Bayazid 83' | Reporte   |       | Árbitro(s): Tom Abongile    | Árbitro(s): Tom Abongile |

| 31 de enero de 2023 | Senegal   | 1:0 (1:0) | Madagascar | Estadio Nelson Mandela, Argel     |                                   |
| 20:00               | Diallo 5' | Reporte   |            | Árbitro(s): Alhadi Allaou Mahamat | Árbitro(s): Alhadi Allaou Mahamat |

### Partido por el tercer puesto
| 3 de febrero de 2023 | Níger | 0:1 (0:0) | Madagascar         | Estadio Miloud Hadefi, Orán |  |
| 20:00                |       | Reporte   | Razafindrakoto 90' |                             |  |

### Final
| 4 de febrero de 2023 | Argelia                                                   | 0:0 (t. s.)(4:5 p.)        | Senegal                                                | Estadio Nelson Mandela, Argel |  |
| 20:00                |                                                           |                            |                                                        |                               |  |
|                      |                                                           | Tiros desde el punto penal |                                                        |                               |  |
|                      | Djahnit · Draoui · Bayazid · Laouafi · Mahious · Kendouci |                            | Baldé · M. Ndiaye · Kanté · C. Ndiaye · Camara · Diouf |                               |  |

| Bandera de Senegal            |
| Campeón Senegal Primer título |

## Estadísticas

### Goleadores
| Jugador                         | Selección       | Goles |
| ------------------------------- | --------------- | ----- |
| Aymen Mahious                   | Argelia         | 5     |
| Solomampionona Razafindranaivo  | Madagascar      | 3     |
| Anis Saltou                     | Libia           | 2     |
| Depú                            | Angola          | 2     |
| Tokinantenaina Randriatsiferana | Madagascar      | 2     |
| Jean Razafindrakoto             | Madagascar      | 2     |
| Abdulati Al Abbasi              | Libia           | 1     |
| Al-Gozoli Nooh                  | Sudán           | 1     |
| Ali Abu Arqoub                  | Libia           | 1     |
| Aubin Kramo                     | Costa de Marfil | 1     |
| Augustine Agyapong              | Ghana           | 1     |
| Daniel Afriyie                  | Ghana           | 1     |
| Gilberto                        | Angola          | 1     |
| Gatoch Panom                    | Etiopía         | 1     |
| Hamidou Sinayoko                | Malí            | 1     |
| Hocine Dehiri                   | Argelia         | 1     |
| Ibrahima Sy                     | Mauritania      | 1     |
| Jerome Mbekeli                  | Camerún         | 1     |
| Lalaina Rafanomezantsoa         | Madagascar      | 1     |
| Kalaba                          | Malí            | 1     |
| Konadu Yiadom                   | Ghana           | 1     |
| Lau King                        | Mozambique      | 1     |
| Melque                          | Mozambique      | 1     |
| Milton Karisa                   | Uganda          | 1     |
| Moses Waiswa                    | Uganda          | 1     |
| Moussa N'Diaye                  | Senegal         | 1     |
| Nené                            | Mozambique      | 1     |
| Ousmane Diouf                   | Senegal         | 1     |
| Ousseini Badamassi              | Níger           | 1     |
| Pape Diallo                     | Senegal         | 1     |
| Sankara Karamoko                | Costa de Marfil | 1     |
| Seidu Suraj                     | Ghana           | 1     |
| Vignon Ouotro                   | Costa de Marfil | 1     |
| Yoro Diaby                      | Malí            | 1     |
| Lamine Camara                   | Senegal         | 1     |
| Marcio Ravelomanantsoa          | Madagascar      | 1     |
| Isac Carvalho                   | Mozambique      | 1     |
| Imarana Seyni                   | Níger           | 1     |
| Boubacar Haïnikoye              | Níger           | 1     |
| Ayoub Abdellaoui                | Argelia         | 1     |
| Soufiane Bayazid                | Argelia         | 1     |

### Autogoles
| Jugador            | Selección                       | Rival   | Goles |
| ------------------ | ------------------------------- | ------- | ----- |
| Baggio Saidi       | República Democrática del Congo | Senegal | 1     |
| Francisco Muchanga | Mozambique                      | Libia   | 1     |
| Boureima Katakoré  | Níger                           | Argelia | 1     |

### Clasificación general
Las tablas de rendimiento no reflejan la clasificación final de los equipos, sino que muestran el rendimiento de los mismos atendiendo a la ronda final alcanzada.
Si en la segunda fase algún partido se define mediante tiros de penal, el resultado final del juego se considera empate.
| Pos. | Equipo                          | Pts | PJ | PG | PE | PP | GF | GC | Dif. | Rend.  |
| ---- | ------------------------------- | --- | -- | -- | -- | -- | -- | -- | ---- | ------ |
| 1    | Senegal                         | 13  | 6  | 4  | 1  | 1  | 6  | 1  | +5   | 72.22% |
| 2    | Argelia                         | 16  | 6  | 5  | 1  | 0  | 9  | 0  | +9   | 88.88% |
| 3    | Madagascar                      | 15  | 6  | 5  | 0  | 1  | 12 | 3  | +9   | 83,33% |
| 4    | Níger                           | 7   | 5  | 2  | 1  | 2  | 3  | 6  | -3   | 46,66% |
| 5    | Ghana                           | 6   | 4  | 2  | 0  | 2  | 7  | 5  | +2   | 50%    |
| 6    | Mauritania                      | 4   | 3  | 1  | 1  | 1  | 1  | 1  | 0    | 44,44% |
| 7    | Costa de Marfil                 | 4   | 4  | 1  | 1  | 2  | 3  | 3  | 0    | 33,33% |
| 8    | Mozambique                      | 4   | 4  | 1  | 1  | 1  | 4  | 6  | -2   | 33,33% |
| 9    | Camerún                         | 3   | 2  | 1  | 0  | 1  | 1  | 1  | 0    | 50%    |
| 10   | Uganda                          | 4   | 3  | 1  | 1  | 1  | 2  | 3  | -1   | 44,44% |
| 11   | Libia                           | 3   | 3  | 1  | 0  | 2  | 5  | 5  | 0    | 33,33% |
| 12   | Angola                          | 2   | 2  | 0  | 2  | 0  | 3  | 3  | 0    | 33,33% |
| 13   | Sudán                           | 3   | 3  | 1  | 0  | 2  | 4  | 6  | -2   | 33,33% |
| 14   | República Democrática del Congo | 2   | 3  | 0  | 2  | 1  | 0  | 3  | -3   | 22,22% |
| 15   | Malí                            | 1   | 2  | 0  | 1  | 1  | 3  | 4  | -1   | 16,66% |
| 16   | Congo                           | 1   | 2  | 0  | 1  | 1  | 0  | 1  | -1   | 16,66% |
| 17   | Etiopía                         | 1   | 3  | 0  | 1  | 2  | 1  | 4  | -3   | 11,11% |
| 18   | Marruecos                       | 0   | 3  | 0  | 0  | 3  | 0  | 9  | -9   | 0%     |